# Líber Forti
Líber Forti (Córdoba, 20 de agosto de 1919 - 11 de marzo del 2015, Cochabamba)  fue un asesor cultural, anarquista y sindicalista argentino.
Fue hijo de Mario Forti y Carmen Carrizo. Desarrolló en Bolivia experiencias muy importantes para el desarrollo cultural-teatral con el Conjunto Teatral Nuevos Horizontes, llevando el teatro itinerante a la gran mayoría de minas bolivianas.
Nombrado asesor cultural de la Central Obrera Boliviana apoyó desde esta posición al crecimiento de las radios mineras de Bolivia. Fue nombrado doctor honoris causa por la Universidad siglo XX debido al apoyo a la creación de dicha casa superior de estudios.

## Teatro
su primera aproximación al teatro la tuvo a los doce años cuando decidió formar parte del grupo teatral de la Federación Obrera Regional Argentina Fundó en 1946 el Conjunto teatral NUEVOS HORIZONTES en Tupiza. Con la obra “Bendito Seas” se instituye el nombre del grupo como conjunto teatral Nuevos Horizontes. Desde la fundación del conjunto en 1946, 1 ° de mayo, hasta 1949 la sede fue Tupiza.
″El teatro (por extensión, el arte) tendrían que ser una creación colectiva basada en la solidaridad en búsqueda de La Libertad y la justicia, para contribuir a la construcción de una red de ternura entre los seres humanos."
El himno del conjunto teatral se cantaba para levantar los ánimos de todos.
"Es Nuevos Horizontes
que presentándose está
trayendo de arte unas muestras
y es su deseo valga la intención.
Nuestras obras son amores
que brotando van
semillitas, semillitas de luz son,
son amores que iluminan las estrellas
alumbrando con su límpido fulgor.
Amor sembrando vamos
por campos y por ciudades
el arte y la cultura
hacen posible esa gran virtud .
Nuestras obras amores
Que brotando van
semillitas, semillitas de luz son,
son amores que iluminan las estrellas
alumbrando con su límpido fulgor".
Las giras del grupo de teatro se realizaron por: Potosí, Oruro, La Quiaca, Tarija, Yacuiba, Camiri, Sucre, Camargo, Santa Cruz de la Sierra, Cochabamba, Antofagasta, Calama y Chuquicamata en Chile.

## Asesoría cultural
La FSTMB, Federación Sindical de Trabajadores Mineros de Bolivia, fue creada en el congreso minero realizado los días 3,4 y 5 de julio de 1944 en el distrito de Huanuni, Oruro. En 1962 Liber Forti es nombrado secretario de cultura de esta Federación. En 1963 se da inicio a su labor como asesor cultural de la federación en el congreso de Telamayu, en Atocha en el mismo año se realiza la primera conferencia cultural de la federación, el 27 de octubre de ese año se aprueba la Resolución Cultural Nº16. Concluyendo sus funciones en 1986.
Las conferencias culturales fueron tres: la primera en 1963, la segunda en 1979 y la tercera en 1983. En la primera conferencia se logra resolver la creación del Consejo Nacional de Alfabetización Minera, que tendría a su cargo la elaboración para la campaña de alfabetización minera. La segunda conferencia, julio de 1979, arribo en temas como educación y cultura.
Educación orientada a la ratificación de las bases y principios del Código de la Educación Boliviana. Implementación de la educación en las escuelas mineras y la tramitación de una universidad obrera en siglo XX-Catavi.En cuanto a cultura se trata el tema de preocupación por las radioemisoras minas, creación del cine club minero y bibliotecas populares. Además, del interés de publicar el periódico FEDMINEROS. La tercera, enero de 1983, abordó la ejecución del convenio cultural de la Federación y la COMIBOL. Las radioemisoras mineras y la creación de la Universidad siglo XX, en la mina homónima, fueron los temas tocados en esta última conferencia.

### Taller de cine minero
Liber Forti presenta el proyecto de cooperación cinematográfica preparado con el realizador francés Jack D’Arthuys de la Association Varan. Asociación creada en 1968 por seguidores de Jean Rouch, fundador de “cine etnográfico”, ocupado de la creación de talleres cinematográficas. Los cuales dieron formación audiovisual a un grupo de 15 jóvenes escogidos de regiones mineras de Bolivia. Dando el producto de 15 cortometrajes individuales y uno colectivo que formaron parte de esta primera etapa.
El taller de cine minero se constituye con el objetivo de construir en Telamayu un centro permanente de formación, perfeccionamiento y realización, que pueda funcionar de manera autónoma para contribuir a la construcción de la memoria colectiva y el reconocimiento de la identidad cultural de este grupo social.

### Radios mineras
Las radios mineras fueron fortalecidas a partir de las conferencias, lográndose renovar y mantener sus equipos de transmisión, contándose además con un conjunto de técnicos calificados; consiguiendo así mayor fuerza en su programación.

## Anarquista
La lucha sindical de los anarquistas que fue organizada y difundida desde los centros culturales. Siendo su rasgo fundamental, la independencia total de los sindicatos con respecto a los partidos políticos.

## Vida personal
Durante su vida realiza contactos y amistades con la gente del mundo del arte. Especialmente en el mundo del teatro, como con Seki Sano, famoso actor, director de teatro y coreógrafo japonés (considerado el padre del teatro de México). En 2012 viaja a París, donde da inicio a una grata temporada con todos sus amigos de Europa.
Falleció el 11 de marzo como producto del deterioro que había producido en su salud el cáncer que lo aquejaba.